# Saint-Élie
Saint-Élie – wioska i gmina w Gujanie Francuskiej (Departament zamorski Francji); 420 mieszkańców (2011).